# Мур, Элиаким Гастингс
Элиаким Гастингс Мур (англ. Eliakim Hastings Moore; 26 января 1862 — 30 декабря 1932) — американский математик и педагог.

## Биография
Мур был сыном методистского священника и внуком конгрессмена Элиакима Мура; начал интересоваться математикой после работы в летние каникулы в обсерватории Цинциннати. В 1883 году получил степень бакалавра в Йельском университете, в 1885-м защитил диссертацию, которая посвящена распространению нескольких результатов Клиффорда о пространственных кривых на пространства большей размерности. После этого провёл год в Германии, изучая немецкий язык и посещая лекции Кронекера и Вейерштрасса в Берлинском университете. По возвращении в США Мур преподавал в Северо-западном и Йельском университетах. В 1892 году открылся Чикагский университет, Мур возглавил его факультет математики и оставался на этой должности до 1931 года. Этот факультет стал вторым факультетом в США (после университета Джонса Хопкинса), на котором велись исследования в области математики.
Первые работы Мура посвящены в основном общей алгебре и алгебраической геометрии; в 1893 году Мур впервые доказал теорему о классификации конечных полей. Примерно с 1900 года он начал работать над основаниями геометрии; он переформулировал аксиомы Гильберта таким образом, чтобы единственным исходным понятием было понятие точки (у Гильберта — точки, прямые и плоскости). В 1902 году он доказал, что одна из аксиом Гильберта следует из остальных. Двадцатилетний Роберт Ли Мур, независимо от Элиакима Мура, предложил своё доказательство, которое последний счёл более простым и организовал для Роберта стипендию в Чикагском университете. После 1906 года Мур изучал основания анализа, в частности, предложив концепцию оператора замыкания. Также Мур написал несколько работ по теории чисел и интегральным уравнениям.
В Чикагском университете под руководством Мура докторские диссертации защитили более 30 человек. В 1893 году он был президентом первого международного математического конгресса, проведённого в Соединённых Штатах. Он также убедил руководителей Нью-Йоркского математического общества изменить его название на «Американское математическое общество», и основал его отдел в Чикаго. В 1901—02 годах был президентом AMS. Также был избран членом Национальной академии наук США (1901), Американской академии искусств и наук и Американского философского общества.
Американское математическое общество учредило премию в его честь.